# Sebastian (rappeur)
Pour les articles homonymes, voir Sebastian.
 (janvier 2016).
Si vous disposez d'ouvrages ou d'articles de référence ou si vous connaissez des sites web de qualité traitant du thème abordé ici, merci de compléter l'article en donnant les références utiles à sa vérifiabilité et en les liant à la section « Notes et références ».
Sebastian, de son vrai nom Garland Mosley, né le 1er septembre 1977 à Norfolk dans l'État de Virginie, est un rappeur américain. Il est le frère cadet du producteur-chanteur Timbaland. Sebastian a d'ailleurs signé sur le label de son frère, Mosley Music Group.

## Biographie
Durant son adolescence, Mosley souhaite plutôt faire carrière dans le sport. Mais il commence à suivre son grand frère qui commence à se produire en tant que disc jockey. Après avoir terminé ses études secondaires, il rejoint son frère Timbaland et le chanteur RnB Ginuwine pour partir avec eux en tournée. Il décide alors de faire carrière dans la musique.
Il commence ainsi à écrire quelques paroles pour son frère, notamment le titre We at It Again sur la bande son du film Roméo doit mourir (2000). Il continue donc ainsi à écrire pour son frère et parfois même à poser des voix sur ces morceaux, notamment sur les différents albums de Timbaland et Magoo.
En 2006, il signe chez Mosley Music Group que fonde Timbaland, après la fermeture de sa structure Beat Club. Il participe alors aux nombreux projets que lance Timbaland. En 2007, il coécrit Promiscuous pour Nelly Furtado et participe fortement à l'écriture de l'album de Timbaland, Timbaland Presents Shock Value. En 2008, il collabore avec Timbaland et M. Pokora sur sa chanson Dangerous qui atteint notamment la première place des classements français.

## Discographie

### Singles
- 2000 : Try Again (Timbaland Remix) (Aaliyah featuring Sin & Sebastian)
- 2000 : We At It Again (Timbaland & Magoo featuring Sebastian)
- 2001 : Open Wide (Bubba Sparxxx featuring Sebastian)
- 2001 : All Y'All (Timbaland & Magoo featuring Tweet & Sebastian)
- 2001 : It's Your Night (Timbaland & Magoo featuring Sin & Sebastian)
- 2001 : People Like Myself (Timbaland & Magoo featuring Static & Sebastian)
- 2001 : Serious (Timbaland & Magoo featuring Petey Pablo & Sebastian)
- 2001 : Roll Out (Timbaland & Magoo featuring Petey Pablo & Sebastian)
- 2001 : Beat Club (Timbaland & Magoo featuring Sin & Sebastian)
- 2001 : Drama (Timbaland & Magoo featuring Sebastian)
- 2003 : Special (Sebastian featuring (Bubba Sparxxx)
- 2003 : Indian Flute (Timbaland & Magoo featuring Raje Shwari & Sebastian)
- 2003 : Naughty Eye (Timbaland & Magoo featuring Raje Shwari & Sebastian)
- 2003 : Go Head & Do Your Thang (Timbaland & Magoo featuring Sebastian)
- 2004 : Phenomenon (Sebastian featuring Timbaland)
- 2004 : Hungry (Sebastian featuring Timbaland, Ms. Jade & Sin)
- 2004 : Stomped Out (Sebastian featuring Attitude & Petey Pablo)
- 2004 : Rock 'n' Roll (Sebastian featuring Bubba Sparxxx & Timbaland)
- 2005 : Take Off (Sebastian featuring Timbaland)
- 2007 : Miscommunication (Timbaland featuring Keri Hilson & Sebastian)
- 2007 : Kill Yourself (Timbaland featuring Attitude & Sebastian)
- 2007 : The Way I Are (version clip vidéo) (Timbaland featuring Keri Hilson D.O.E. & Sebastian) (disponible en CD maxi-single UK)
- 2007 : Number One Fan (Dima Bilan featuring Sebastian)
- 2008 : Dangerous (M. Pokora featuring Timbaland & Sebastian)
- 2009 : Better Now (Luigi Masi featuring Sebastian)
- 2009 : Wobbley
- 2009 : Retro
- 2009 : Tomorrow In the Bottle  (Timbaland featuring Chad Kroeger & Sebastian)
- 2009 : Can You Feel It (Timbaland featuring Esthero & Sebastian)
- 2010 : He Tried  (featuring Magoo)
- 2010 : If We Ever Meet Again  (Timbaland featuring Katy Perry & Sebastian) (apparition non crédité)
- 2011 : Warped (Missy Elliott featuring Timbaland, Magoo & Sebastian)
- 2011 : Wobbley (Remix) (featuring Timbaland & NiRe' AllDai)
- 2011 : This Lady (Timbaland featuring Sebastian)

### Parolier
- Ching Ching de Ms. Jade featuring Nelly Furtado & Timbaland
- Insane de Timbaland & Magoo featuring Candice Nelson
- Kold Kutz de Timbaland & Magoo
- I Got Luv 4 Ya de Timbaland & Magoo